# メモリアル・マルコ・パンターニ
メモリアル・マルコ・パンターニ(Memorial Marco Pantani)はイタリア・エミリア＝ロマーニャ州を舞台にして9月下旬に行われる自転車プロロードレースのワンデーレース。

## 概要
2004年に悲劇の死を遂げたマルコ・パンターニの功績を後世まで残すために、彼の名前を冠する形で同年に第1回大会が行われた。2009年までは、6月上旬の開催であったが、2010年より9月下旬の開催となった。現在はUCIヨーロッパツアーの1.1カテゴリーに位置づけられている。

## 歴代優勝者
| 年   | 優勝者                       | 国               |
| ---- | ---------------------------- | ---------------- |
| 2004 | ダミアーノ・クネゴ           | イタリア         |
| 2005 | ジルベルト・シモーニ         | イタリア         |
| 2006 | ダニエーレ・ベンナーティ     | イタリア         |
| 2007 | フランコ・ペッリツォッティ   | イタリア         |
| 2008 | エンリコ・ロッシ             | イタリア         |
| 2009 | ロベルト・フェラーリ         | イタリア         |
| 2010 | エリア・ヴィヴィアーニ       | イタリア         |
| 2011 | ファビオ・タボッレ           | イタリア         |
| 2012 | ファビオ・フェリーネ         | イタリア         |
| 2013 | サッシャ・モドロ             | イタリア         |
| 2014 | ソニー・コルブレッリ         | イタリア         |
| 2015 | ディエゴ・ウリッシ           | イタリア         |
| 2016 | フランチェスコ・ガヴァッツィ | イタリア         |
| 2017 | Marco Zamparella             | イタリア         |
| 2018 | ダヴィデ・バッレリーニ       | イタリア         |
| 2019 | アレクセイ・ルツェンコ       | カザフスタン     |
| 2020 | ファビオ・フェリーネ         | イタリア         |
| 2021 | ソニー・コルブレッリ         | イタリア         |
| 2022 | 悪天候のため中止             | 悪天候のため中止 |
| 2023 | アレクセイ・ルツェンコ       | カザフスタン     |
| 2024 | マルク・ヒルシ               | スイス           |